# Tanumshede
Tanumshede – miejscowość (tätort) w Szwecji, w regionie administracyjnym (län) Västra Götaland, w gminie Tanum.
Według danych Szwedzkiego Urzędu Statystycznego liczba ludności wyniosła: 1774 (31 grudnia 2015), 1953 (31 grudnia 2018) i 1993 (31 grudnia 2019).